# Plebiscyt Przeglądu Sportowego 2000
66. Plebiscyt Przeglądu Sportowego na najlepszego sportowca Polski zorganizowano w 2000 roku.

## Wyniki
1. Robert Korzeniowski - lekkoatletyka (955 958 pkt.)
2. Renata Mauer-Różańska - strzelectwo (738 491)
3. Szymon Ziółkowski - lekkoatletyka (654 910)
4. Kamila Skolimowska - lekkoatletyka (621 179)
5. Tomasz Kucharski i Robert Sycz - wioślarstwo (540 170)
6. Szymon Kołecki - podnoszenie ciężarów (423 176)
7. Agata Wróbel - podnoszenie ciężarów (376 031)
8. Zbigniew Spruch - kolarstwo (253 796)
9. Sylwia Gruchała - szermierka (174 390)
10. Krzysztof Kołomański i Michał Staniszewski - kajakarstwo (155 223)

Gala Mistrzów Sportu transmitowana była przez Telewizję Polską.